# Levene gård
Levene gård är en herrgård vid Stora Levene i Vara kommun.
Huvudbyggnaden uppfördes omkring 1930 efter en eldsvåda som ödelade den gamla herrgårdsbyggnaden.
Egendomen benämnes egentligen Levene Storegården, och har karaktär av berustat säteri. Den skall ursprungligen ha varit en kungsgård och även residens för konungar. Det uppges att kung Stenkil, död på 1060-talet, och den något senare kung Håkan Röde har bott där. Med tiden lyckades biskopsstolen i Skara förvärva egendomen, och från denna måste densamma ha blivit indragen till kronan under Gustav Vasa.
I slutet av 1500-talet tillhörde gården som förläning ståthållaren Thorsten Christoffersson af Forstenasläkten. Efter denne tillträdde 1624 enligt donationsbrev generalguvernören Johan Henriksson Reuter. Dennes son, överstelöjtnanten Henrik Reuter miste godset genom reduktionen.
Levene kom åter i enskild ägo 1722, då det skatteköptes av fru Märta Bonde. Hon sålde med tiden gården till fänrik Jean Hård af Segerstad, vilken i sin tur avyttrade det till Håkan Olofsson, talman i bondeståndet och "en svåra rik man", vilken ägde massor av inteckningar runt om i de större godsen. Sedan denne dött, sålde arvingarna 1738 godset till fru Märta Steb, änka efter överstelöjtnant Möllerstjerna. Hon och hennes söner sålde 1756 Levene till hovjunkaren Claës Philip Hierta. Dennes son hovmarskalken Philip Hierta sålde 1775 till sin måg översten Philip Bonde. Dennes arvingar sålde med tiden hälften till kyrkoherden Peter Sven Fogelqvist och andra hälften till tre andra personer. Fogelqvist utökade sedan sin andel i gården genom köp. Hela hans egendom såldes 1828 till mågen major Charles Emil d'Orchimont, vars änka 1856 sålde den till Johannes Carlsson, som senare anlade tegelbruk på gården. På auktion efter honom i slutet av 1800-talet köptes egendomen av August Fredrik Weinberg (1848–1916). 1916 förvärvades efter Weinbergs frånfälle egendomen av godsägaren agronom Johan L. Johansson (1878–1941). Sonen Bengt Hesselmark (1912–1995) övertog 1941 egendomen, som sedan övertagits av dennes söner. Levene ägs än idag (2011) av familjen Hesselmark. Konstnären Pia Hesselmark-Campbell (1910–2014) var uppvuxen här.